# 程永華
程 永華（てい えいか、チェン・ヨンファ、1954年9月 -　）は中華人民共和国の外交官、政治家。
中華人民共和国外交部アジア局副局長、駐マレーシア特命全権大使、駐大韓民国特命全権大使、2010年から2019年5月までは駐日本特命全権大使を歴任。
2011年桜美林大学名誉博士、2012年創価大学名誉博士、2016年広島大学名誉博士。創価大学卒業。全国政治協商会議委員。

## 人物
中国吉林省長春市出身。小学校3年で長春外国語学校日本語コースに入学。
1973年、外交官研修のため外交部から派遣され、日中国交正常化後初の中国人国費留学生として来日。来日当初、中国人の国立大学への入学が認められなかったため和光大学で2年間学ぶ。しかし、和光大学の受け入れ体制に問題があったため、1975年からは池田大作・創価学会会長（当時）が身元保証人となり、中国人留学生の正式な受け入れを初めて行った創価大学に正式に留学して学ぶ。入学時に池田会長が中国の周恩来首相と会談したのを記念し、周桜をキャンパスに植え、現在も毎年観桜祭が行われている。
1977年から1983年まで駐日大使館勤務。1983年に中国へ戻り、外交部アジア局勤務。1992年から同局副課長を務める。同課長を経て、1996年から駐日大使館参事官。同公使を経て、2000年本省に戻りアジア局副局長。2003年駐日公使、2006年駐マレーシア特命全権大使を経て、2008年駐韓国特命全権大使。
日本語に堪能で、1977年を皮切りに、2000年まで三度に渡り、駐日大使館勤務を経験した日本専門家。2009年12月、次期駐日大使に内定、翌2010年2月28日に着任し、同年3月23日に皇居宮殿で信任状捧呈式が行われた。
2010年12月18日、長崎県の原子爆弾落下中心地碑に献花をした。
2015年12月15日、安倍晋三内閣総理大臣が日本語を話す駐日各国大使24名を総理公邸に招いて昼食会を主催したが、程大使も参加した各国大使のうちの一人であった。この安倍総理大臣と日本語を話す駐日各国大使との昼食会は毎年度恒例のイベントとなり、うち第2回（2017年1月10日）、第4回（2018年12月14日）の昼食会に程大使が参加している。
2019年5月7日、駐日中国大使を歴代最長の9年3カ月にわたって務めた程大使の離任式典が行われ、安倍首相も出席した。9日には天皇徳仁と皇后雅子が即位後初めて引見した外国賓客となった。
2020年6月11日、中日友好協会常務副会長に就任。